# Adenia ovata
Adenia ovata är en passionsblomsväxtart som beskrevs av De Wilde. Adenia ovata ingår i släktet Adenia och familjen passionsblomsväxter. Inga underarter finns listade i Catalogue of Life.